# Tour de Ski 2017-2018
Il Tour de Ski 2017-2018 si è svolto dal 30 dicembre 2017 al 7 gennaio 2018. Le gare sono iniziate a Lenzerheide, Svizzera e sono terminate in Val di Fiemme, Italia. I detentori dei titoli erano il russo Sergej Ustjugov e la norvegese Heidi Weng.
Il vincitore in campo maschile è stato lo svizzero Dario Cologna, che è riuscito a portarsi a casa il suo quarto Tour de Ski in carriera, sei anni dopo l'ultima volta; in campo femminile la norvegese Heidi Weng ha invece difeso il titolo, vincendo il secondo Tour de Ski.

## Calendario
| Tappe | Luogo                | Data             | Evento                                     | Distanza | Distanza | Orario (CET) | Orario (CET) | Donne                    | Donne                    | Uomini                 | Uomini              |
| Tappe | Luogo                | Data             | Evento                                     | Donne    | Uomini   | Donne        | Uomini       | Vittoria tappa           | Leader cl. generale      | Vittoria tappa         | Leader cl. generale |
| ----- | -------------------- | ---------------- | ------------------------------------------ | -------- | -------- | ------------ | ------------ | ------------------------ | ------------------------ | ---------------------- | ------------------- |
| 1     | Lenzerheide Svizzera | 30 dicembre 2017 | Sprint tecnica libera                      | 1,5 km   | 1,5 km   | 13:00        | 13:27        | Laurien van der Graaff   | Laurien van der Graaff   | Sergej Ustjugov        | Sergej Ustjugov     |
| 2     | Lenzerheide Svizzera | 31 dicembre 2017 | Individual start tecnica classica          | 10 km    | 15 km    | 15:00        | 10:30        | Ingvild Flugstad Østberg | Ingvild Flugstad Østberg | Dario Cologna          | Sergej Ustjugov     |
| 3     | Lenzerheide Svizzera | 1 gennaio 2018   | Handicap start tecnica libera              | 10 km    | 15 km    | 11:00        | 13:00        | Ingvild Flugstad Østberg | Ingvild Flugstad Østberg | Dario Cologna          | Dario Cologna       |
| 4     | Oberstdorf Germania  | 3 gennaio 2018   | Sprint tecnica classica                    | 1,2 km   | 1,5 km   | 14:50        | 15:15        | annullata                | annullata                | annullata              | annullata           |
| 5     | Oberstdorf Germania  | 4 gennaio 2018   | Mass start tecnica libera                  | 10 km    | 15 km    | 10:15        | 11:15        | Ingvild Flugstad Østberg | Ingvild Flugstad Østberg | Emil Iversen           | Dario Cologna       |
| 6     | Val di Fiemme Italia | 6 gennaio 2018   | Mass start tecnica classica                | 10 km    | 15 km    | 14:15        | 15:45        | Heidi Weng               | Ingvild Flugstad Østberg | Aleksej Poltoranin     | Dario Cologna       |
| 7     | Val di Fiemme Italia | 7 gennaio 2018   | Final Climb, Handicap start tecnica libera | 9 km     | 9 km     | 11:30        | 14:30        | Heidi Weng               | Heidi Weng               | Martin Johnsrud Sundby | Dario Cologna       |

## Punti
Il vincitore della classifica generale ottiene 400 punti, mentre il vincitore di tappa ottiene 50 punti.
| Pos.  | 1   | 2   | 3   | 4   | 5   | 6   | 7   | 8   | 9   | 10  | 11 | 12 | 13 | 14 | 15 | 16 | 17 | 18 | 19 | 20 | 21 | 22 | 23 | 24 | 25 | 26 | 27 | 28 | 29 | 30 |
| ----- | --- | --- | --- | --- | --- | --- | --- | --- | --- | --- | -- | -- | -- | -- | -- | -- | -- | -- | -- | -- | -- | -- | -- | -- | -- | -- | -- | -- | -- | -- |
| Punti | 400 | 320 | 240 | 200 | 180 | 160 | 144 | 128 | 116 | 104 | 96 | 88 | 80 | 72 | 64 | 60 | 56 | 52 | 48 | 44 | 40 | 36 | 32 | 28 | 24 | 20 | 16 | 12 | 8  | 4  |

| Pos.  | 1  | 2  | 3  | 4  | 5  | 6  | 7  | 8  | 9  | 10 | 11 | 12 | 13 | 14 | 15 | 16 | 17 | 18 | 19 | 20 | 21 | 22 | 23 | 24 | 25 | 26 | 27 | 28 | 29 | 30 |
| ----- | -- | -- | -- | -- | -- | -- | -- | -- | -- | -- | -- | -- | -- | -- | -- | -- | -- | -- | -- | -- | -- | -- | -- | -- | -- | -- | -- | -- | -- | -- |
| Punti | 50 | 46 | 43 | 40 | 37 | 34 | 32 | 30 | 28 | 26 | 24 | 22 | 20 | 18 | 16 | 15 | 14 | 13 | 12 | 11 | 10 | 9  | 8  | 7  | 6  | 5  | 4  | 3  | 2  | 1  |

## Classifiche finali
| Pos. | Nome                   | Tempo     |
| ---- | ---------------------- | --------- |
| 1    | Dario Cologna          | 2h49'29"8 |
| 2    | Martin Johnsrud Sundby | +1'26"5   |
| 3    | Alex Harvey            | +1'30"6   |
| 4    | Aleksej Poltoranin     | +1'41"7   |
| 5    | Hans Christer Holund   | +2'17"8   |
| 6    | Aleksandr Bol'šunov    | +3'09"7   |
| 7    | Jean-Marc Gaillard     | +3'16"7   |
| 8    | Daniel Richardsson     | +3'20"8   |
| 9    | Aleksej Červotkin      | +3'33"5   |
| 10   | Andrej Lar'kov         | +3'37"8   |

| Pos. | Nome                     | Tempo     |
| ---- | ------------------------ | --------- |
| 1    | Heidi Weng               | 2h20'56"5 |
| 2    | Ingvild Flugstad Østberg | +48"5     |
| 3    | Jessica Diggins          | +2'23"2   |
| 4    | Krista Pärmäkoski        | +2'57"7   |
| 5    | Teresa Stadlober         | +3'09"4   |
| 6    | Kerttu Niskanen          | +4'17"0   |
| 7    | Anastasia Sedova         | +4'49"6   |
| 8    | Nathalie von Siebenthal  | +4'56"1   |
| 9    | Sadie Bjornsen           | +6'15"0   |
| 10   | Stefanie Böhler          | +6'41"1   |

## Tappe

### 1ª Tappa
30 dicembre 2017, Lenzerheide, Svizzera
| Pos. | Nome                | Tempo   |
| ---- | ------------------- | ------- |
| 1    | Sergej Ustjugov     | 2'57"28 |
| 2    | Federico Pellegrino | +1"00   |
| 3    | Lucas Chanavat      | +2"76   |
| 4    | Ristomatti Hakola   | +5"91   |
| 5    | Finn Hågen Krogh    | +14"39  |

| Pos. | Nome                   | Tempo   |
| ---- | ---------------------- | ------- |
| 1    | Laurien van der Graaff | 3'25"80 |
| 2    | Sophie Caldwell        | +1"42   |
| 3    | Maiken Caspersen Falla | +1"86   |
| 4    | Natalia Nepryaeva      | +3"17   |
| 5    | Jessica Diggins        | +4"33   |

### 2ª Tappa
31 dicembre 2017, Lenzerheide, Svizzera
| Pos. | Nome                   | Tempo   |
| ---- | ---------------------- | ------- |
| 1    | Dario Cologna          | 35'29"5 |
| 2    | Aleksej Poltoranin     | +0"6    |
| 3    | Martin Johnsrud Sundby | +13"1   |
| 4    | Aleksandr Bol'šunov    | +14"0   |
| 5    | Aleksej Červotkin      | +16"2   |

| Pos. | Nome                     | Tempo   |
| ---- | ------------------------ | ------- |
| 1    | Ingvild Flugstad Østberg | 26'59"4 |
| 2    | Heidi Weng               | +25"7   |
| 3    | Sadie Bjornsen           | +42"2   |
| 4    | Kerttu Niskanen          | +48"9   |
| 5    | Anna Haag                | +52"6   |

### 3ª Tappa
1 gennaio 2018, Lenzerheide, Svizzera
| Pos. | Nome                | Tempo   |
| ---- | ------------------- | ------- |
| 1    | Dario Cologna       | 34'56"6 |
| 2    | Sergej Ustjugov     | +17"6   |
| 3    | Aleksandr Bol'šunov | +45"5   |
| 4    | Alex Harvey         | +46"8   |
| 5    | Aleksej Poltoranin  | +47"1   |

| Pos. | Nome                     | Tempo   |
| ---- | ------------------------ | ------- |
| 1    | Ingvild Flugstad Østberg | 26'48"1 |
| 2    | Heidi Weng               | +27"8   |
| 3    | Jessica Diggins          | +1'16"9 |
| 4    | Krista Pärmäkoski        | +1'45"9 |
| 5    | Sadie Bjornsen           | +1'46"2 |

### 4ª Tappa
3 gennaio 2018, Oberstdorf, Germania, annullata
| Pos. | Nome | Tempo |
| ---- | ---- | ----- |
| 1    |      |       |
| 2    |      |       |
| 3    |      |       |
| 4    |      |       |
| 5    |      |       |

| Pos. | Nome | Tempo |
| ---- | ---- | ----- |
| 1    |      |       |
| 2    |      |       |
| 3    |      |       |
| 4    |      |       |
| 5    |      |       |

### 5ª Tappa
4 gennaio 2018, Oberstdorf, Germania
| Pos. | Nome                   | Tempo   |
| ---- | ---------------------- | ------- |
| 1    | Emil Iversen           | 29'48"8 |
| 2    | Sindre Bjørnestad Skar | +0"4    |
| 3    | Francesco De Fabiani   | +0"9    |
| 4    | Dario Cologna          | +3"7    |
| 5    | Alex Harvey            | +4"0    |

| Pos. | Nome                     | Tempo   |
| ---- | ------------------------ | ------- |
| 1    | Ingvild Flugstad Østberg | 23'16"5 |
| 2    | Maiken Caspersen Falla   | +1"9    |
| 3    | Krista Pärmäkoski        | +3"2    |
| 4    | Nathalie von Siebenthal  | +4"1    |
| 5    | Maria Nordstroem         | +4"4    |

### 6ª Tappa
6 gennaio 2018, Val di Fiemme, Italia
| Pos. | Nome                | Tempo   |
| ---- | ------------------- | ------- |
| 1    | Aleksej Poltoranin  | 38'40"3 |
| 2    | Andrej Lar'kov      | +0"4    |
| 3    | Alex Harvey         | +0"9    |
| 4    | Dario Cologna       | +2"3    |
| 5    | Aleksandr Bol'šunov | +15"0   |

| Pos. | Nome                     | Tempo   |
| ---- | ------------------------ | ------- |
| 1    | Heidi Weng               | 29'07"9 |
| 2    | Krista Pärmäkoski        | +7"6    |
| 3    | Teresa Stadlober         | +8"6    |
| 4    | Jessica Diggins          | +23"6   |
| 5    | Ingvild Flugstad Østberg | +35"2   |

### 7ª Tappa
7 gennaio 2018, Val di Fiemme, Italia
| Pos. | Nome                   | Tempo   |
| ---- | ---------------------- | ------- |
| 1    | Martin Johnsrud Sundby | 28'36"4 |
| 2    | Maurice Manificat      | +12"8   |
| 3    | Denis Spicov           | +14"3   |
| 4    | Dario Cologna          | +15"7   |
| 5    | Hans Christer Holund   | +20"6   |

| Pos. | Nome                     | Tempo   |
| ---- | ------------------------ | ------- |
| 1    | Heidi Weng               | 32'11"5 |
| 2    | Teresa Stadlober         | +41"3   |
| 3    | Jessica Diggins          | +41"9   |
| 4    | Ingvild Flugstad Østberg | +50"3   |
| 5    | Liz Stephen              | +1'22"6 |